# Oostenrijks kampioenschap wielrennen op de weg

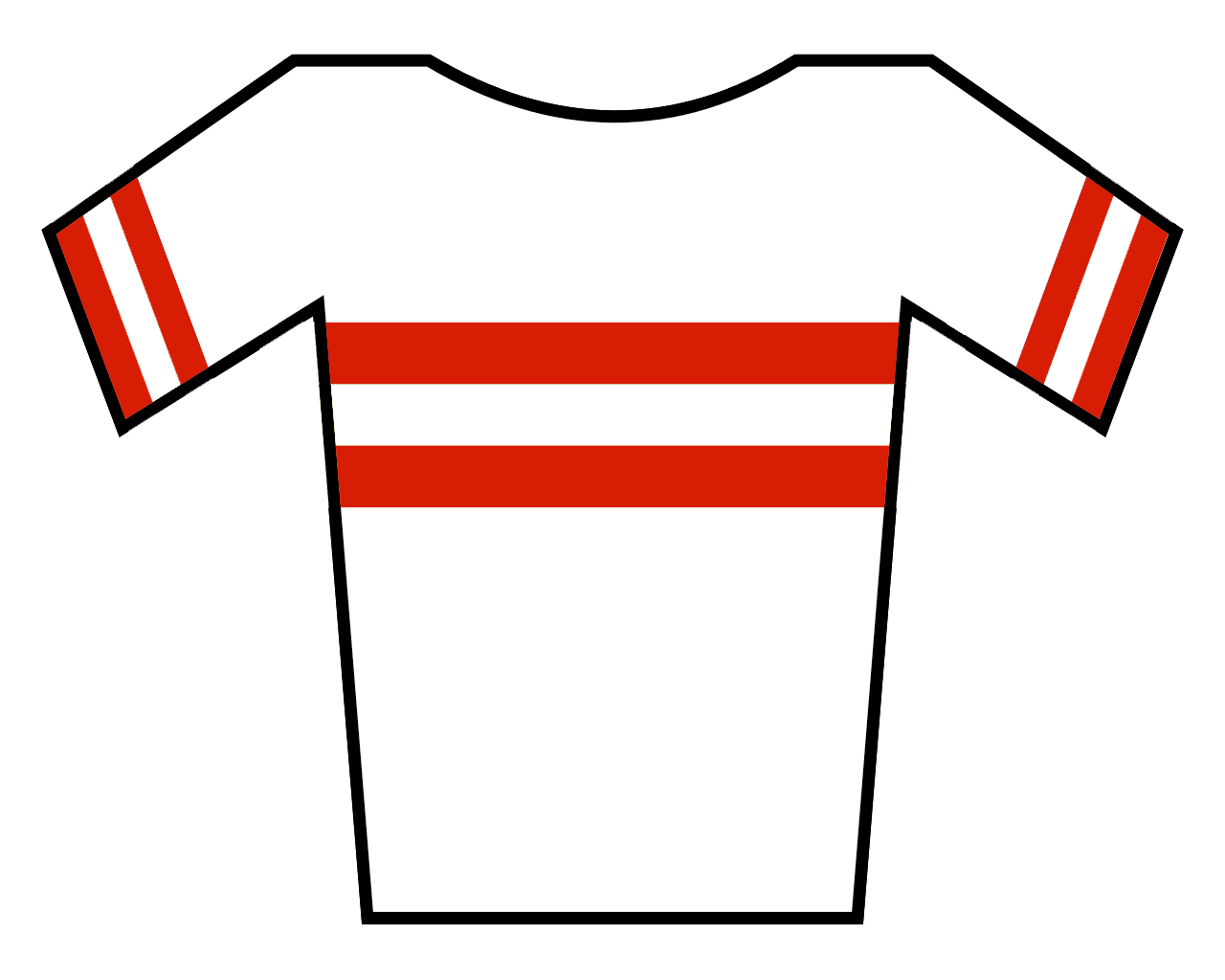
De Oostenrijkse kampioenentrui

Het Oostenrijks kampioenschap wielrennen op de weg is in de vier onderdelen wegwedstrijd en individuele tijdrit bij zowel de mannen als de vrouwen een jaarlijkse georganiseerde wielerwedstrijd waarin om de nationale titel van Oostenrijk wordt gestreden. De kampioen draagt een jaar lang een trui in de kleuren van de vlag van Oostenrijk in de categorie waarin deze werd behaald.

## Mannen

### Wegwedstrijd

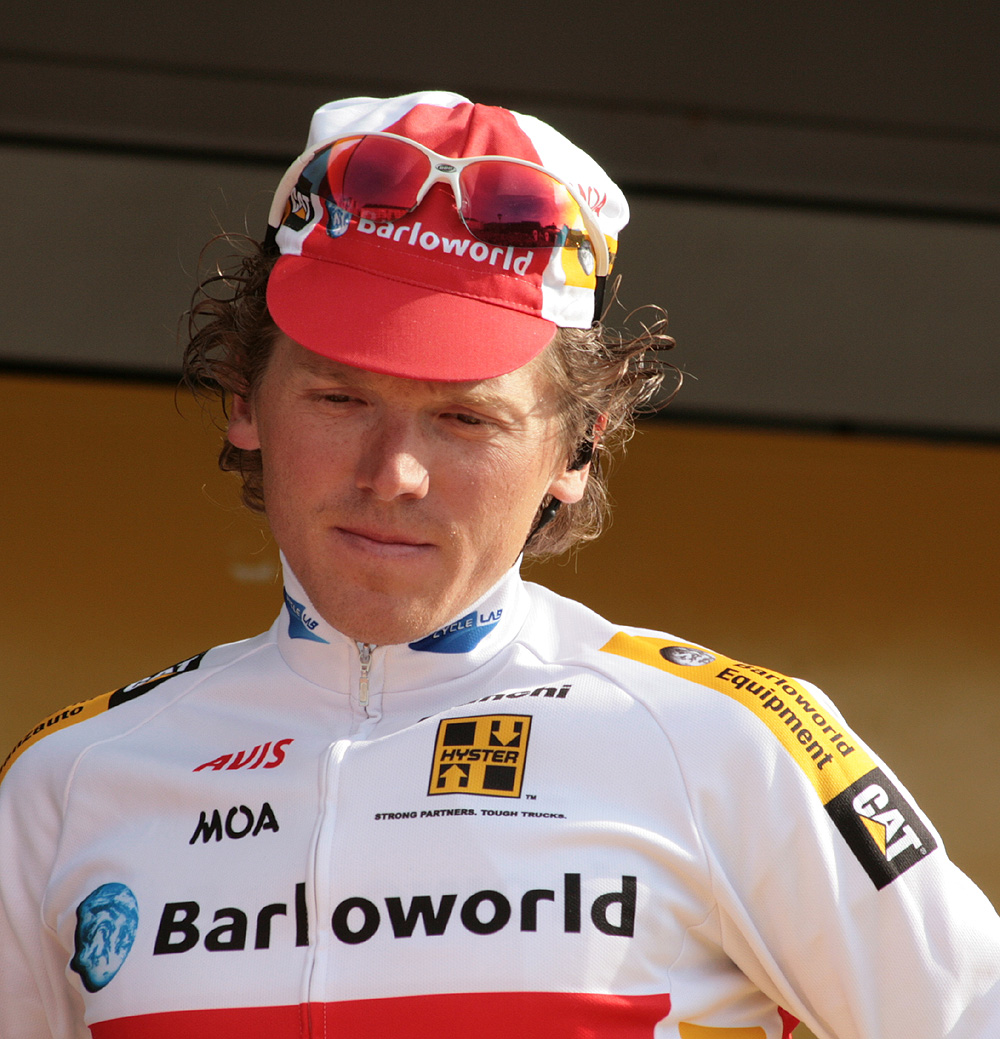
Christian Pfannberger won in 2007 en 2008

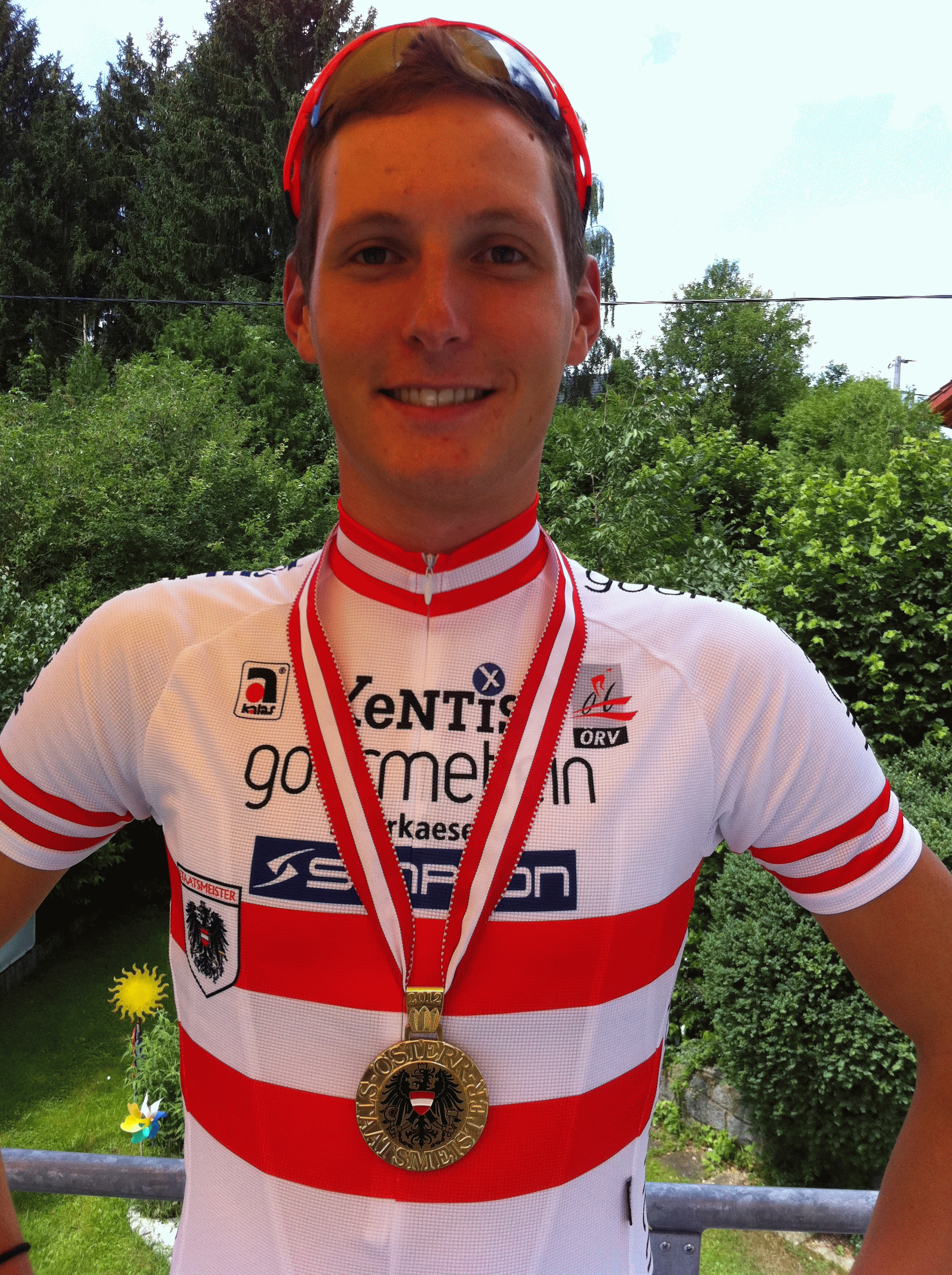
Lukas Pöstlberger won in 2012 en 2018

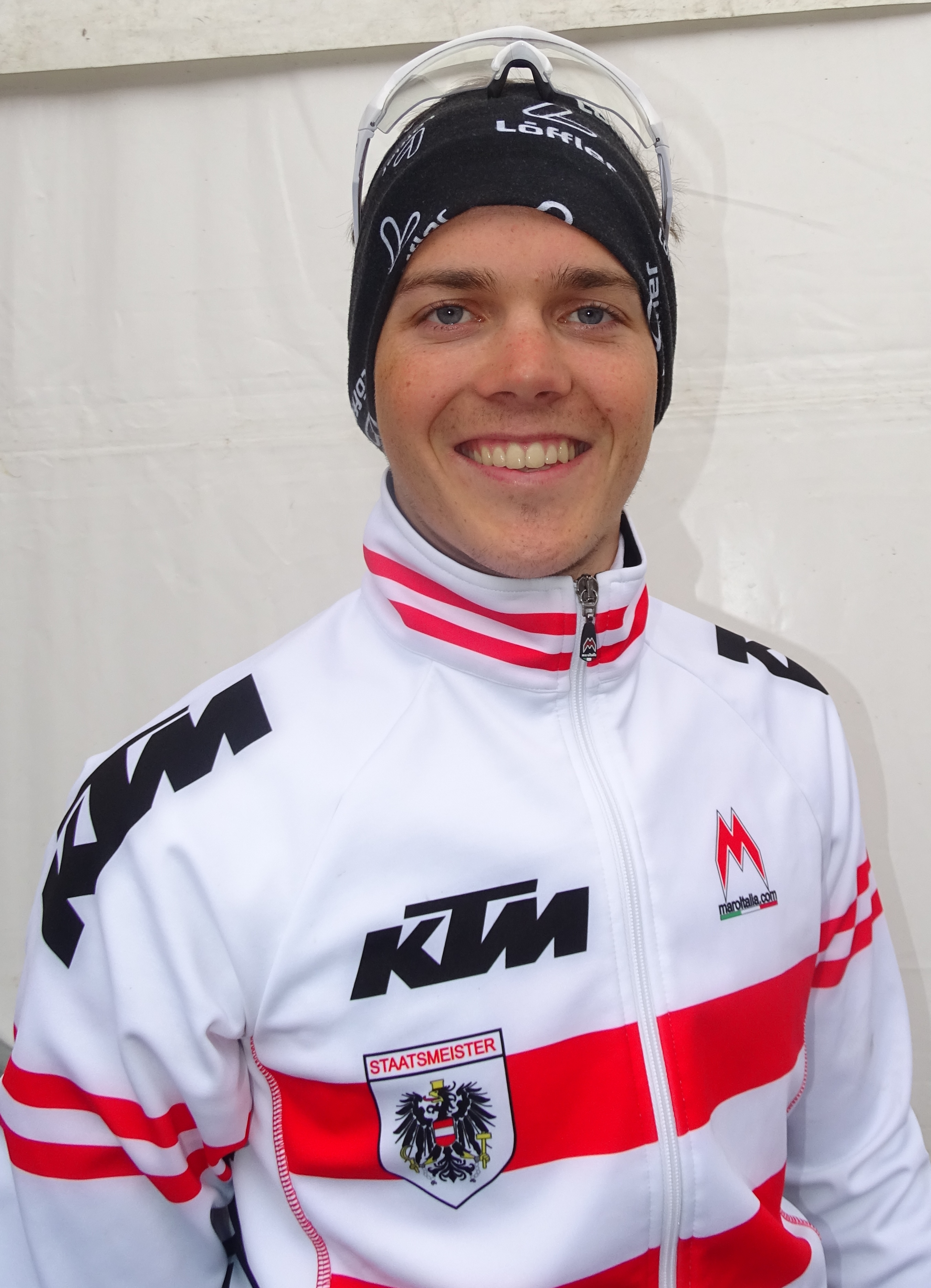
Gregor Mühlberger won in 2017

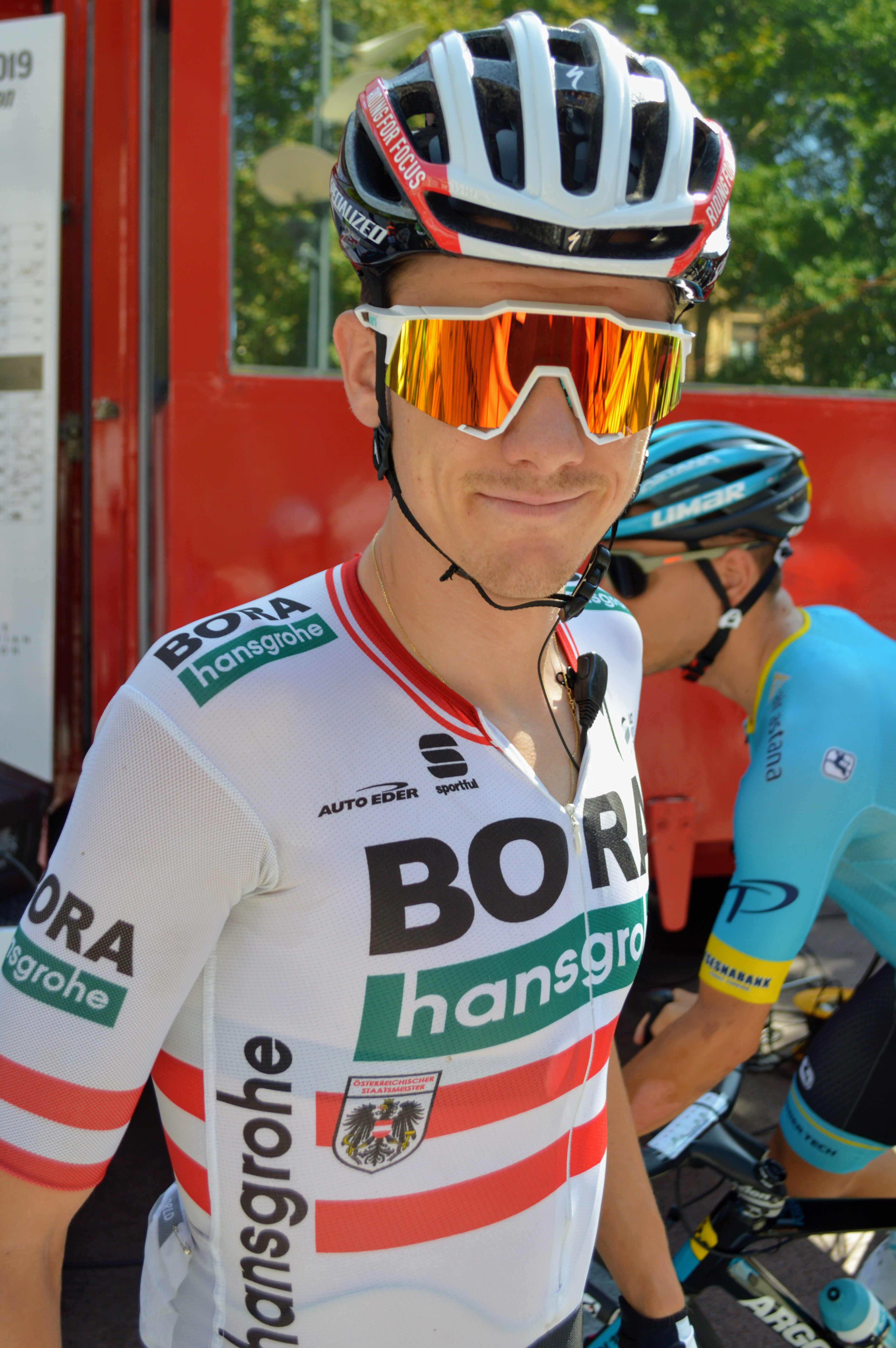
Patrick Konrad won in 2019 en 2021

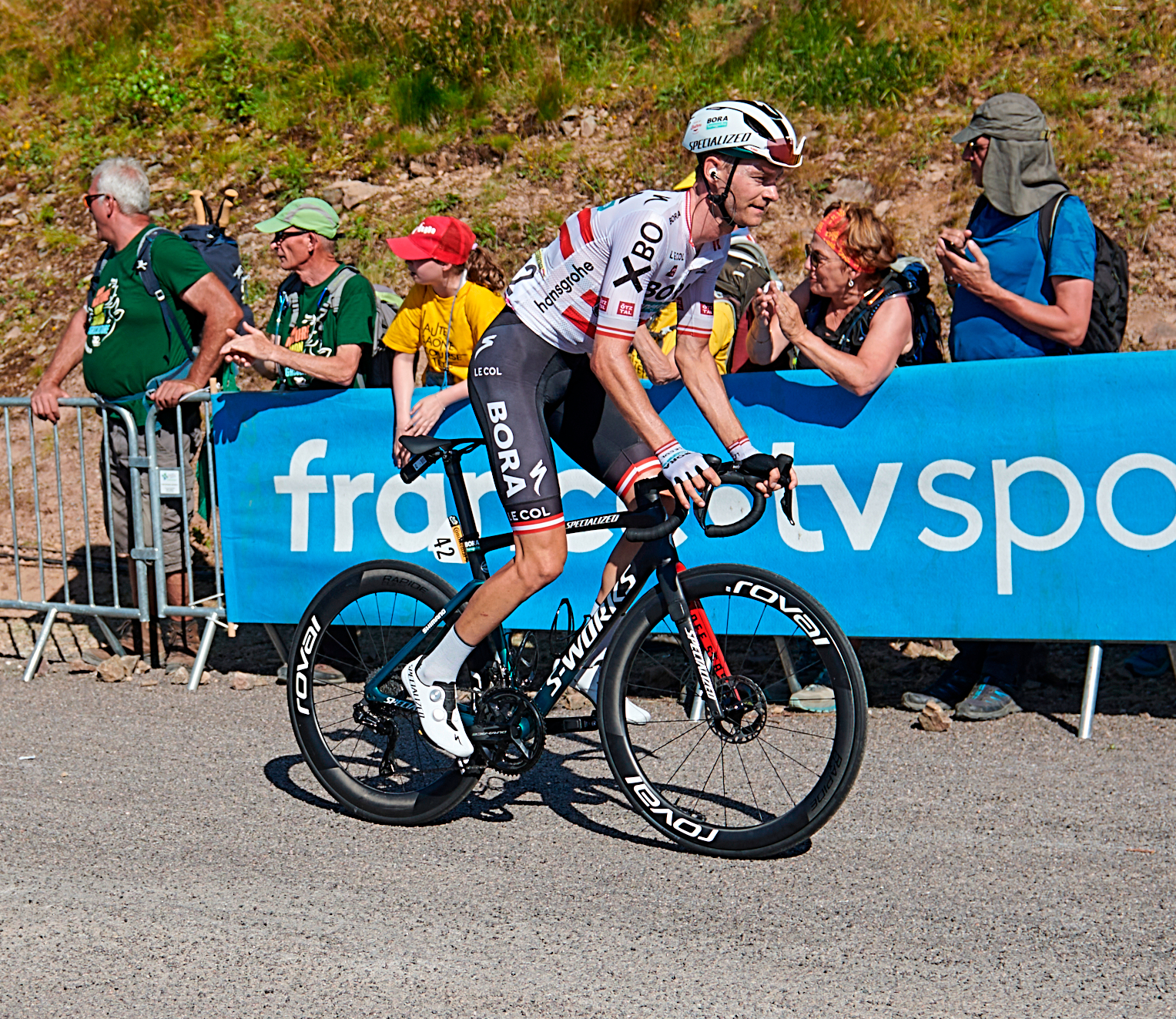
Felix Großschartner won in 2022

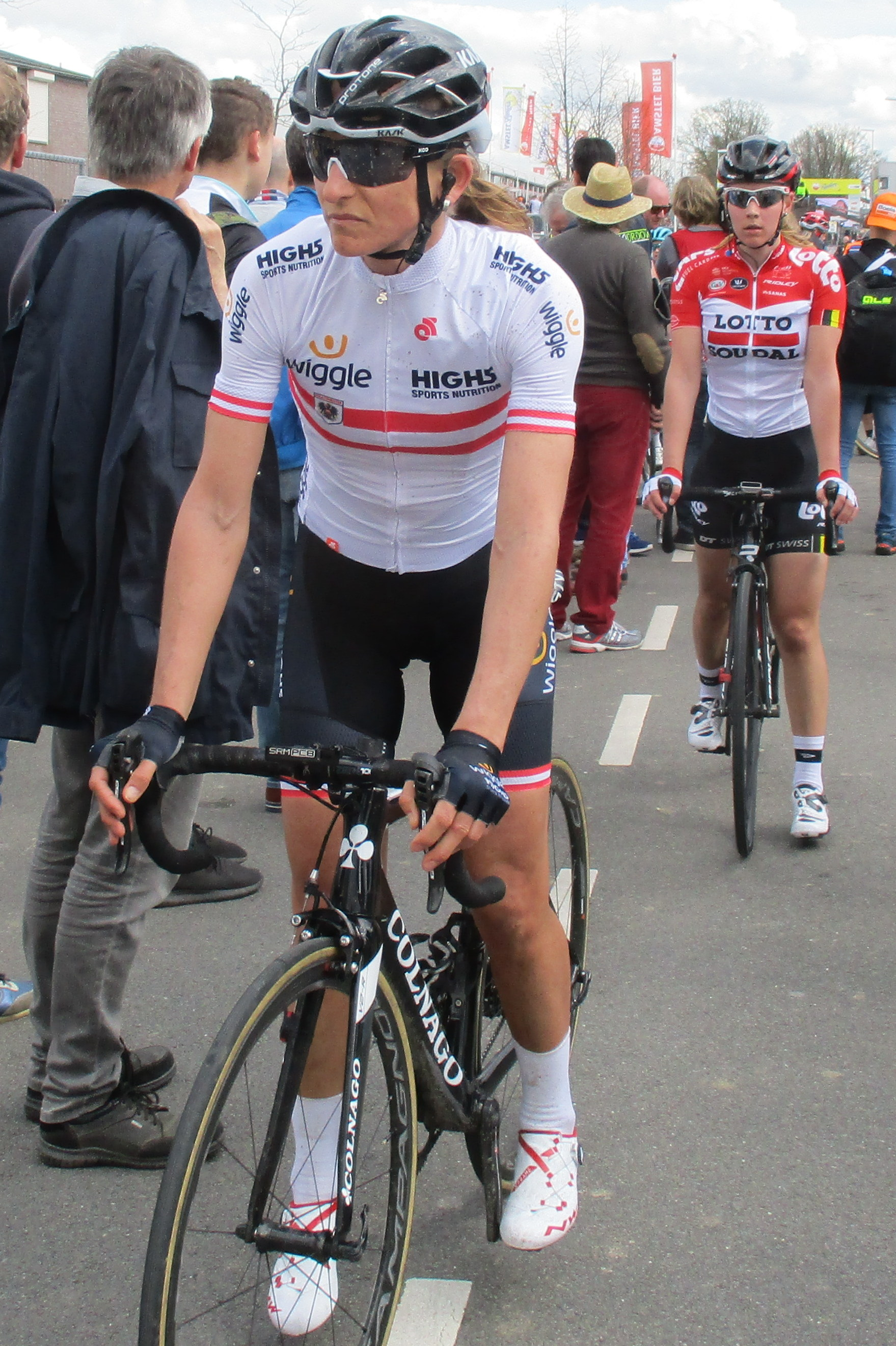
Martina Ritter won in 2015 en 2017

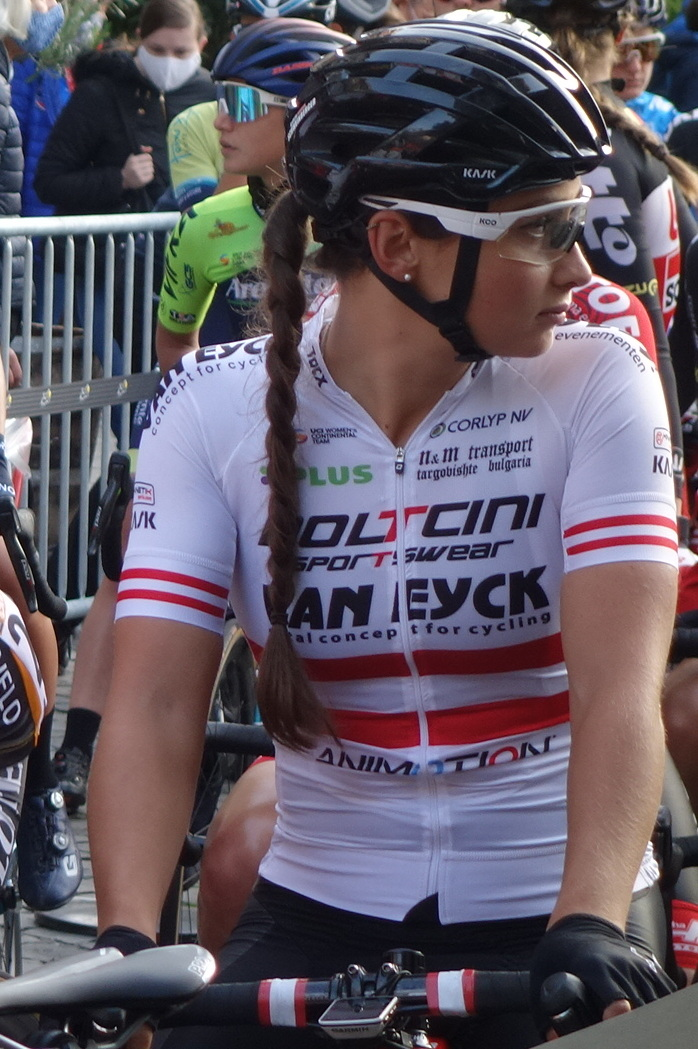
Kathrin Schweinberger won in 2020 en 2021

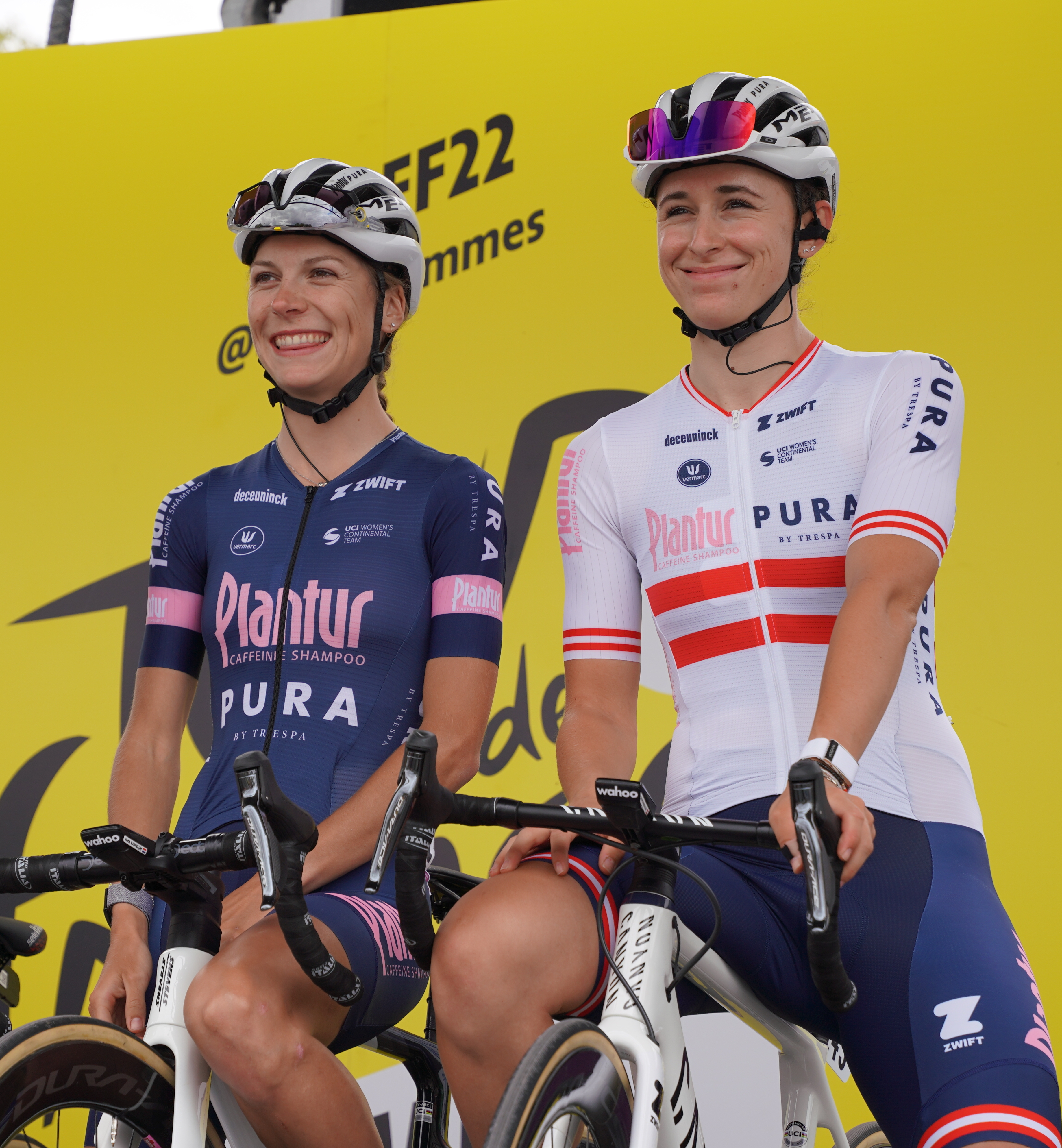
Haar zus Christina Schweinberger won in 2022

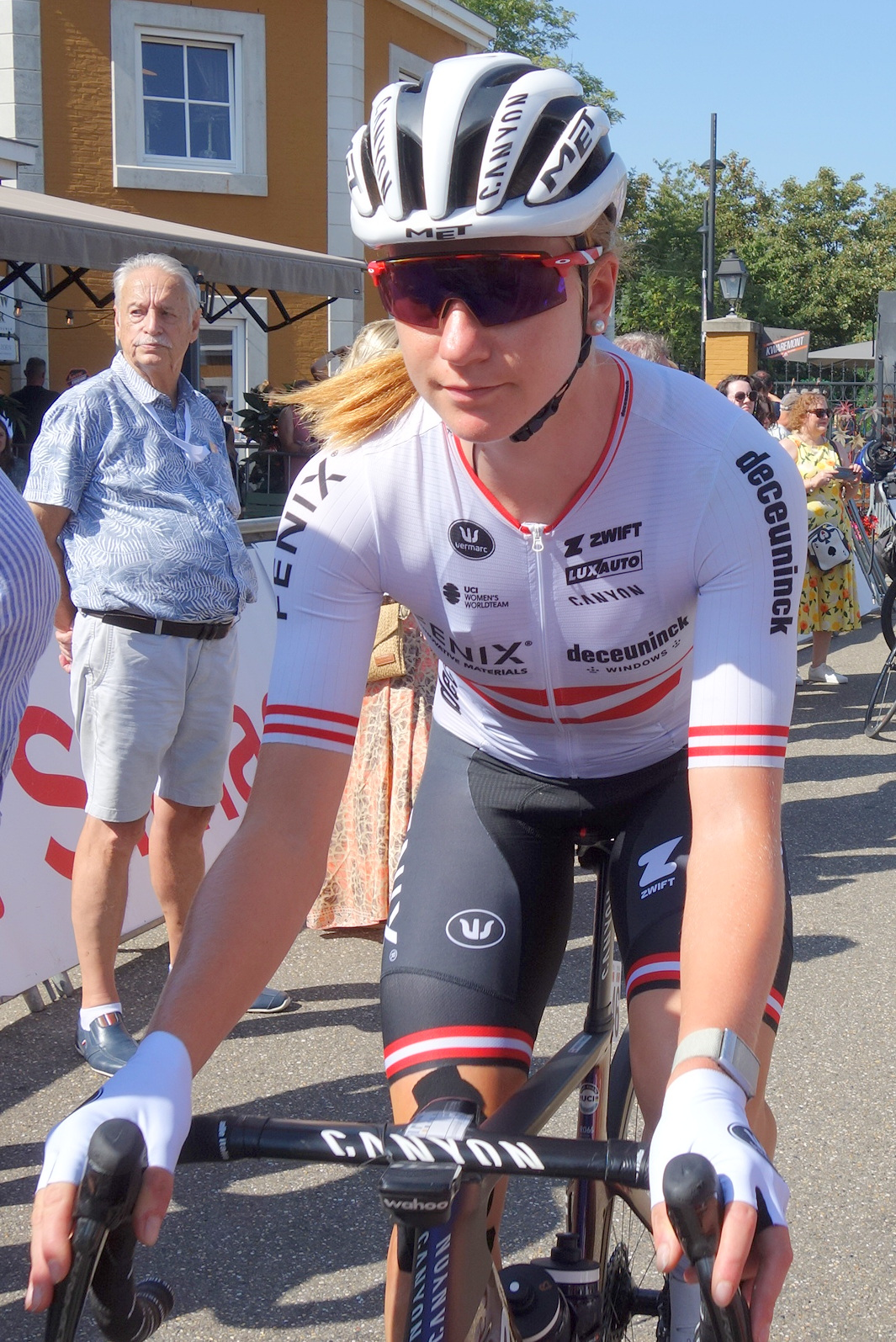
Carina Schrempf won in 2023

| Jaar | Goud                  | Zilver                 | Brons                  |
| ---- | --------------------- | ---------------------- | ---------------------- |
| 1926 | Max Bulla             |                        |                        |
| 1927 | Max Bulla             |                        |                        |
|      |                       |                        |                        |
| 1969 | Georg Postl           | Ludwig Kretz           | Rudolf Kretz           |
| 1970 | Georg Postl           | Roman Hummenberger     | Ludwig Kretz           |
| 1971 | Siegfried Denk        | Georg Postl            | Kurt Schattelbauer     |
| 1972 | Herbert Fuzi          | Siegfried Denk         | Kurt Schattelbauer     |
| 1973 | Kurt Schattelbauer    | Leo Karner             | Rupert Preuer          |
| 1974 | Siegfried Denk        | Franz Inthaler         | Wolfgang Priglhofer    |
| 1975 | Ludwig Kretz          | Werner Kuhn            | Wolfgang Steinmayr     |
| 1976 | Herbert Spindler      | Erich Jagsch           | Roman Hummenberger     |
| 1977 | Hans Summer           | Leopold König          | Peter Muckenhuber      |
| 1978 | Herbert Spindler      | Leo Karner             | Peter Muckenhuber      |
| 1979 | Manfred Horvath       | Hans Lienhart          | Kurt Zellhofer         |
| 1980 | Peter Muckenhuber     | Karl Krenauer          | Helmut Wechselberger   |
| 1982 | Peter Muckenhuber     | Herbert Spindler       | Johan Traxler          |
| 1983 | Hans Lienhart         | Johan Traxler          | Erich Jagsch           |
| 1984 | Helmut Wechselberger  | Peter Muckenhuber      | Karl Krenauer          |
| 1985 | Bernard Rassinger     | Herbert Spindler       | Harald ("Andy") Blumel |
| 1986 | Paul Popp             | Harald ("Andy") Blumel | Arno Wohlfahrter       |
| 1987 | Arno Wohlfahrter      | Helmut Wechselberger   | Mario Traxl            |
| 1988 | Albert Hainz          | Norbert Kostel         | Armin Purner           |
| 1989 | Mario Traxl           | Peter Lammer           | Josef Lontscharitsch   |
| 1990 | Heinz Hechenberger    | Peter Lammer           | Christian Eminger      |
| 1991 | Armin Purner          | Anton Lorenz           | Andreas Langl          |
| 1992 | Richard Schmied       | Andreas Müller         | Heinz Marchel          |
| 1993 | Peter Luttenberger    | Markus Pinggera        | Albin Kern             |
| 1994 | Mario Traxl           | Dietmar Hauer AUT      | Richard Schmied        |
| 1995 | Josef Lontscharitsch  | Paul Haschka           | Gerrit Glomser         |
| 1996 | Heinz Marchel         | Hannes Hempel          | Georg Totschnig        |
| 1997 | Georg Totschnig       | Harald Morscher        | Thomas Mühlbacher      |
| 1998 | Josef Lontscharitsch  | Peter Wrolich          | Berndt Grabner         |
| 1999 | Hannes Hempel         | Peter Wrolich          | Arno Kaspret           |
| 2000 | Werner Riebenbauer    | Thomas Mühlbacher      | Bernhard Gugganig      |
| 2001 | Jürgen Pauritsch      | Gerrit Glomser         | Hans-Peter Obwaller    |
| 2002 | René Haselbacher      | Harald Morscher        | Martin Fischerlehner   |
| 2003 | Georg Totschnig       | René Haselbacher       | Andreas Matzbacher     |
| 2004 | Harald Morscher       | Christian Pfannberger  | Georg Totschnig        |
| 2005 | Gerrit Glomser        | Gerhard Trampusch      | Hans-Peter Obwaller    |
| 2006 | Bernhard Kohl         | Harald Morscher        | Georg Totschnig        |
| 2007 | Christian Pfannberger | Markus Eibegger        | Thomas Rohregger       |
| 2008 | Christian Pfannberger | Hans-Peter Obwaller    | Stefan Rucker          |
| 2009 | Markus Eibegger       | Martin Schöffmann      | Bernhard Eisel         |
| 2010 | Harald Starzengruber  | Harald Totschnig       | Josef Kugler           |
| 2011 | Matthias Krizek       | Riccardo Zoidl         | Andreas Hofer          |
| 2012 | Lukas Pöstlberger     | Josef Benetseder       | Matthias Krizek        |
| 2013 | Riccardo Zoidl        | Stefan Denifl          | Harald Totschnig       |
| 2014 | Riccardo Zoidl        | Bernhard Eisel         | Matthias Brändle       |
| 2015 | Marco Haller          | Matthias Krizek        | Daniel Schorn          |
| 2016 | Matthias Brändle      | Gregor Mühlberger      | Michael Gogl           |
| 2017 | Gregor Mühlberger     | Lukas Pöstlberger      | Michael Gogl           |
| 2018 | Lukas Pöstlberger     | Felix Großschartner    | Georg Preidler         |
| 2019 | Patrick Konrad        | Michael Gogl           | Gregor Mühlberger      |
| 2020 | Valentin Götzinger    | Daniel Federspiel      | Michael Gogl           |
| 2021 | Patrick Konrad        | Marco Haller           | Patrick Gamper         |
| 2022 | Felix Großschartner   | Patrick Gamper         | Lukas Pöstlberger      |
| 2023 | Gregor Mühlberger     | Patrick Gamper         | Lukas Pöstlberger      |
| 2024 | Alexander Hajek       | Gregor Mühlberger      | Felix Großschartner    |
| 2025 | Tim Wafler            | Felix Großschartner    | Tobias Bayer           |

### Tijdrit

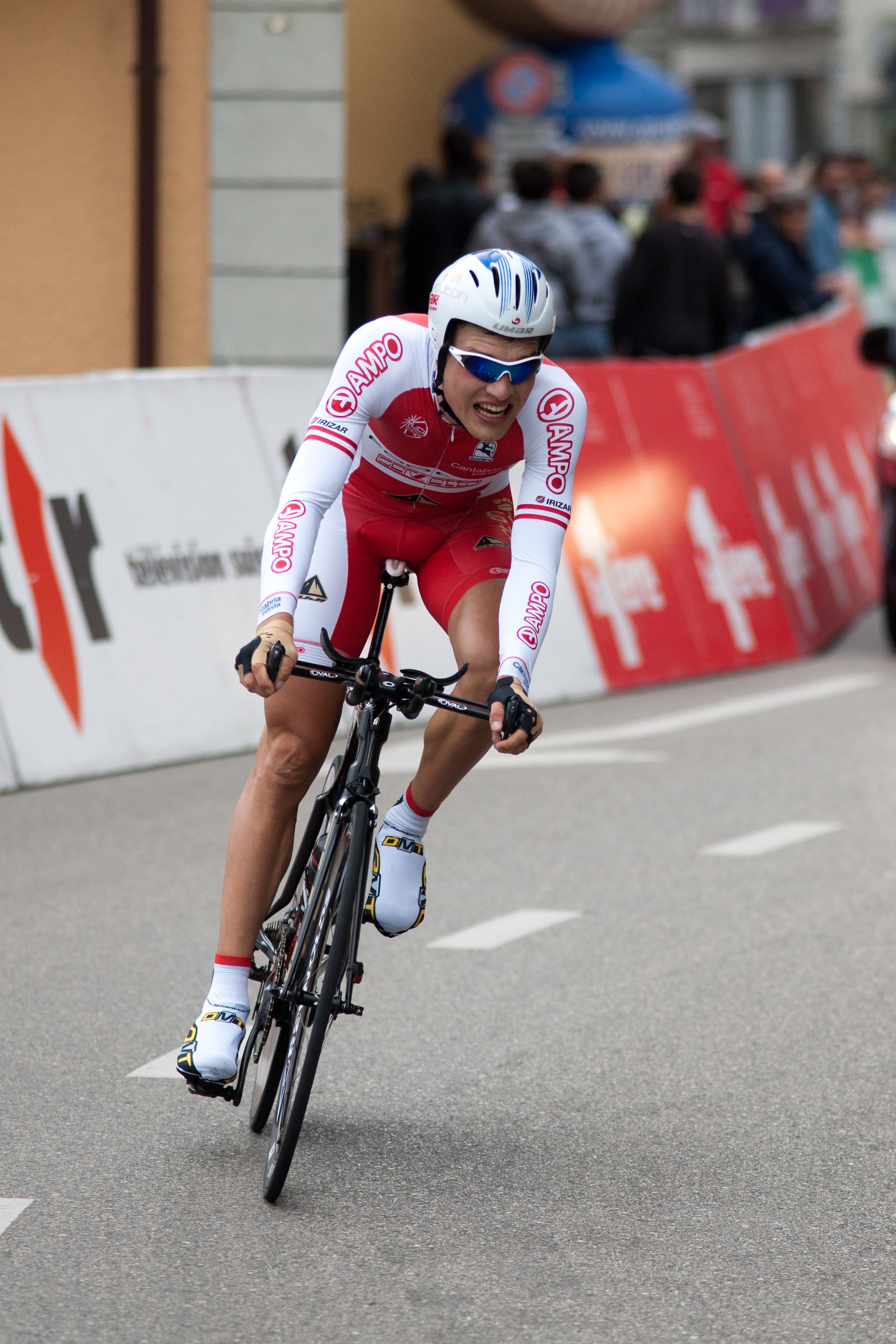
Matthias Brändle won acht keer

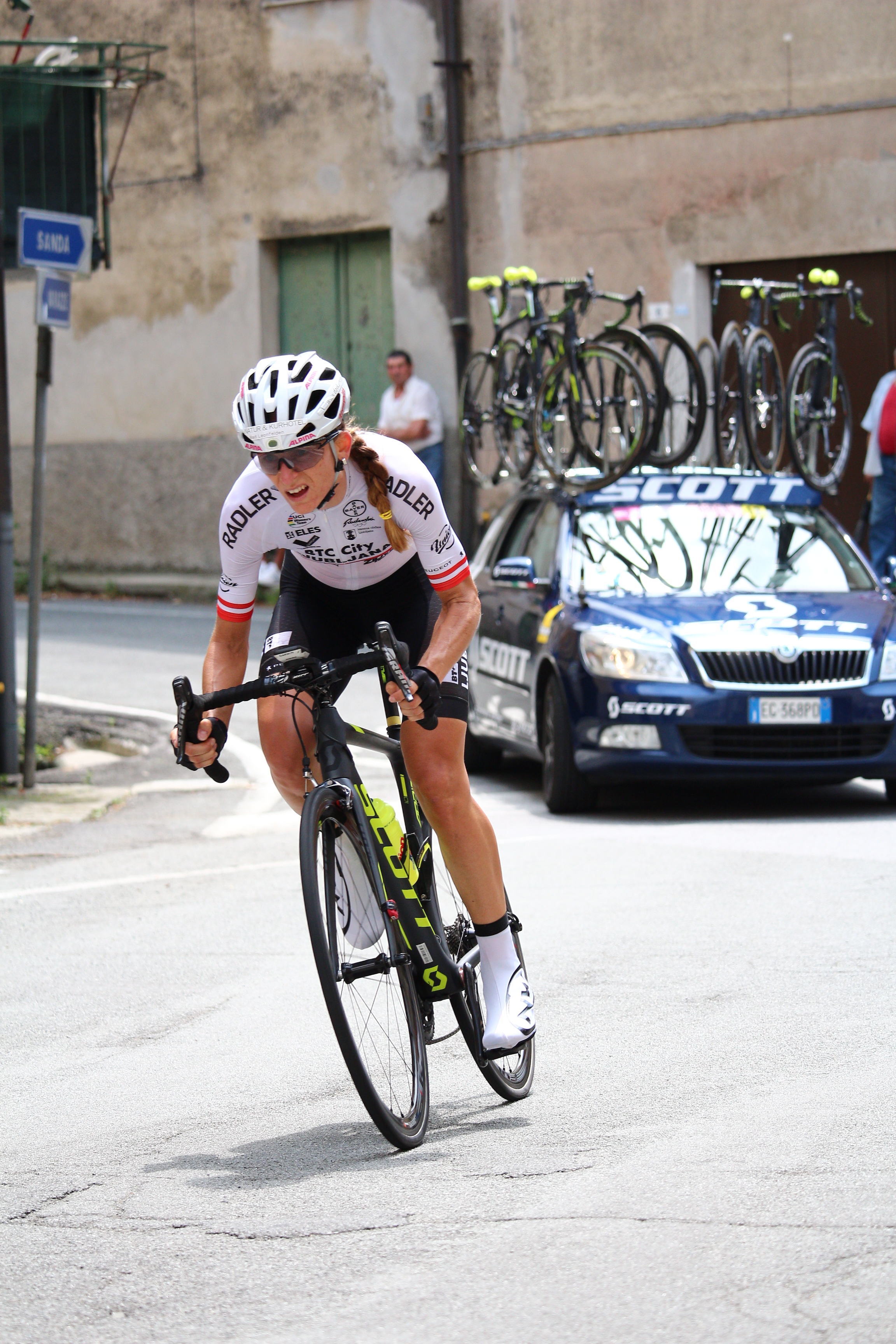
Martina Ritter won zes keer

| Jaar | Goud                | Zilver                 | Brons                  |
| ---- | ------------------- | ---------------------- | ---------------------- |
| 1957 | Richard Durlacher   |                        |                        |
|      |                     |                        |                        |
| 1984 | Paul Popp           |                        |                        |
|      |                     |                        |                        |
| 1996 | Georg Totschnig     |                        |                        |
| 1997 | Georg Totschnig     | Bernhard Gugganig      | Dietmar Müller         |
| 1998 | Peter Luttenberger  | Roland Garber          | Florian Wiesinger      |
| 1999 | Florian Wiesinger   | René Haselbacher       | Josef Lontscharitsch   |
| 2000 | René Haselbacher    | Josef Lontscharitsch   | Bernhard Gugganig      |
| 2001 | Georg Totschnig     | Peter Luttenberger     | Friedrich Berein       |
| 2002 | Georg Totschnig     | Hannes Hempel          | Matthias Buxhofer      |
| 2003 | Andrew Bradley      | Martin Angerer         | Martin Moser           |
| 2004 | Georg Totschnig     | Peter Luttenberger     | Hans-Peter Obwaller    |
| 2005 | Hans-Peter Obwaller | Martin Moser           | Patrick Riedesser      |
| 2006 | Peter Luttenberger  | Thomas Rohregger       | Mario Lexmüller        |
| 2007 | Rupert Probst       | Hans-Peter Obwaller    | Christian Pfannberger  |
| 2008 | Stefan Denifl       | Andreas Graf           | Harald Starzengruber   |
| 2009 | Matthias Brändle    | Andreas Graf           | Michael Pichler        |
|      |                     |                        |                        |
| 2011 | Andreas Hofer       | Andreas Graf           | Josef Benetseder       |
| 2012 | Riccardo Zoidl      | Andreas Graf           | Andreas Hofer          |
| 2013 | Matthias Brändle    | Andreas Graf           | Andreas Hofer          |
| 2014 | Matthias Brändle    | Gregor Mühlberger      | Andreas Hofer          |
| 2015 | Georg Preidler      | Riccardo Zoidl         | Andreas Graf           |
| 2016 | Matthias Brändle    | Clemens Fankhauser     | Riccardo Zoidl         |
| 2017 | Georg Preidler      | Matthias Brändle       | Lukas Pöstlberger      |
| 2018 | Matthias Brändle    | Felix Großschartner    | Lukas Pöstlberger      |
| 2019 | Matthias Brändle    | Johannes Hirschbichler | Patrick Konrad         |
| 2020 | Matthias Brändle    | Patrick Gamper         | Felix Ritzinger        |
| 2021 | Matthias Brändle    | Felix Ritzinger        | Markus Wildauer        |
| 2022 | Felix Großschartner | Rainer Kepplinger      | Matthias Brändle       |
| 2023 | Patrick Gamper      | Felix Ritzinger        | Moran Vermeulen        |
| 2024 | Felix Großschartner | Patrick Gamper         | Johannes Hirschbichler |
| 2025 | Felix Großschartner | Patrick Gamper         | Ognjen Ilić            |

### U23 (Wegrit)
| Jaar | Goud                  | Zilver                | Brons                  |
| ---- | --------------------- | --------------------- | ---------------------- |
| 2000 | Harald Starzengruber  | Christian Pfannberger | Patrick Kofler         |
| 2001 | Christian Pfannberger | Stefan Rucker         | Andreas Matzbacher     |
| 2002 | Bernhard Kohl         | Bernhard Eisel        | Clemens Grosslercher   |
| 2003 | Andreas Matzbacher    | Bernhard Kohl         | Josef Benetseder       |
| 2004 | Michael Pichler       | Markus Eibegger       | Josef Benetseder       |
| 2005 | Markus Eibegger       | Christian Ebner       | Christian Lener        |
| 2006 | Matthias Schröger     | Clemens Fankhauser    | Marco Leonardo Oreggia |
| 2007 | Stefan Denifl         | Matthias Schröger     | Clemens Fankhauser     |
| 2008 | Martin Schöffmann     | Stefan Poll           | Christoph Sokoll       |
| 2009 | Martin Schöffmann     | Franz Grassmann       | Stefan Denifl          |
| 2010 | Matthias Krizek       | Stephan Rabitsch      | Dominik Hrinkow        |
| 2011 | Andreas Hofer         | Patrick Konrad        | Georg Preidler         |
| 2012 | Lukas Pöstlberger     | Stephan Rabitsch      | David Wöhrer           |
| 2013 | Lukas Pöstlberger     | Paul Lang             | Daniel Biedermann      |
| 2014 | Gregor Mühlberger     | Marco Haller          | Maximilian Kuen        |
| 2015 | Michael Gogl          | Gregor Mühlberger     | Felix Großschartner    |
| 2016 | Gregor Mühlberger     | Patrick Bosman        | Lukas Schlemmer        |
| 2017 | Lukas Schlemmer       | Benjamin Brkic        | Marcel Neuhauser       |
| 2018 | Felix Gall            | Florian Kierner       | Marcel Neuhauser       |

### Junioren (Tijdrit)
| Jaar | Goud             | Zilver          | Brons            |
| ---- | ---------------- | --------------- | ---------------- |
| 1989 | Georg Totschnig  | Roland Garber   |                  |
| 2001 | Harald Berger    | René Kopeinig   | Bernard Bachler  |
| 2004 | Andreas Simon    | Alexander Egger | Christoph Sokoll |
| 2005 | Alexander Egger  | Stefan Denifl   | Michael Kocner   |
| 2009 | Stephan Rabitsch | Andreas Hofer   | Maximilian Kün   |
|      |                  |                 |                  |
| 2012 | Lukas Zeller     | Alexander Brus  | Patrick Schultus |

## Vrouwen

### Wegwedstrijd
| Jaar | Goud                       | Zilver               | Brons                      |
| ---- | -------------------------- | -------------------- | -------------------------- |
| 1983 | Johanna Hack               | Christine Hager      | Hilde Dobiasch             |
|      |                            |                      |                            |
| 1990 | Silvia Nenning             | Silvia Hauser        |                            |
| 1991 | Silvia Nenning             | Johanna Hack         | Brigitte Felber            |
| 1992 | Andrea Purner-Koschier     | Birgit Hausmann      | Doris Reitener             |
| 1993 | Christine Koschier-Bitante | Sandra Pachner       | Silvia Hauser              |
| 1994 | Silvia Hauser              | Michaela Brunngraber | Christine Koschier-Bitante |
| 1995 | Tanja Klein                | Brigitte Krebs       | Cornelia Sulzer            |
| 1996 | Tanja Klein                | Brigitte Krebs       | Johanna Freysinger         |
| 1997 | Johanna Freysinger         | Brigitte Krebs       | Andrea Graus               |
| 1998 | Tanja Klein                | Caroline Dietmann    | Brigitte Krebs             |
| 1999 | Ulrike Baumgartner         | Isabella Wieser      | Andrea Graus               |
| 2000 | Andrea Purner-Koschier     | Ulrike Baumgartner   | Andrea Graus               |
| 2001 | Andrea Purner-Koschier     | Andrea Graus         | Doris Posch                |
| 2002 | Isabella Wieser            | Andrea Graus         | Karin Wieser               |
| 2003 | Bernadette Schober         | Andrea Graus         | Doris Posch                |
| 2004 | Christiane Soeder          | Isabella Wieser      | Andrea Graus               |
| 2005 | Andrea Graus               | Christiane Soeder    | Bernadette Schober         |
| 2006 | Christiane Soeder          | Andrea Graus         | Monika Schachl             |
| 2007 | Daniela Pintarelli         | Bärbel Jungmeier     | Veronika Sprügl            |
| 2008 | Monika Schachl             | Daniela Pintarelli   | Jacqueline Hahn            |
| 2009 | Christiane Soeder          | Daniela Pintarelli   | Jacqueline Hahn            |
| 2010 | Andrea Graus               | Daniela Pintarelli   | Jacqueline Hahn            |
| 2011 | Andrea Graus               | Elisabeth Reiner     | Karin Pekovits             |
| 2012 | Andrea Graus               | Martina Ritter       | Daniela Pintarelli         |
| 2013 | Andrea Graus               | Martina Ritter       | Eva Wutti                  |
| 2014 | Jacqueline Hahn            | Christina Perchtold  | Martina Ritter             |
| 2015 | Martina Ritter             | Daniela Pintarelli   | Christina Perchtold        |
| 2016 | Christina Perchtold        | Martina Ritter       | Sarah Rijkes               |
| 2017 | Martina Ritter             | Christina Perchtold  | Barbara Mayer              |
| 2018 | Sarah Rijkes               | Barbara Mayer        | Angelika Tazreiter         |
| 2019 | Anna Kiesenhofer           | Angelika Tazreiter   | Kathrin Schweinberger      |
| 2020 | Kathrin Schweinberger      | Sarah Rijkes         | Veronika Windisch          |
| 2021 | Kathrin Schweinberger      | Verena Eberhardt     | Christina Schweinberger    |
| 2022 | Christina Schweinberger    | Anna Kiesenhofer     | Kathrin Schweinberger      |
| 2023 | Carina Schrempf            | Lisa Perterer        | Kathrin Schweinberger      |
| 2024 | Anna Kiesenhofer           | Valentina Cavallar   | Christina Schweinberger    |
| 2025 | Kathrin Schweinberger      | Elisa Winter         | Carina Schrempf            |

### Tijdrit
| Jaar | Goud                    | Zilver                  | Brons                   |
| ---- | ----------------------- | ----------------------- | ----------------------- |
| 1995 | Doris Posch             | Tanja Klein             | Brigitte Krebs          |
| 1996 | Tanja Klein             | Brigitte Krebs          | Doris Posch             |
| 2000 | Doris Posch             | Isabella Wieser         | Michaela Brunngraber    |
| 2001 | Doris Posch             | Andrea Purner-Koschier  | Isabella Wieser         |
| 2002 | Doris Posch             | Brigitte Krebs          | Isabella Wieser         |
| 2003 | Doris Posch             | Christiana Haas         | Bernadette Schober      |
| 2004 | Christiane Soeder       | Doris Posch             | Bärbel Jungmeier        |
| 2005 | Christiane Soeder       | Andrea Graus            | Bernadette Schober      |
| 2006 | Christiane Soeder       | Andrea Graus            | Monika Schachl          |
| 2007 | Christiane Soeder       | Andrea Graus            | Monika Schachl          |
| 2008 | Monika Schachl          | Daniela Pintarelli      | Jacqueline Hahn         |
| 2009 | Christiane Soeder       | Daniela Pintarelli      | Bettina Tesar           |
| 2010 | Christiane Soeder       | Jacqueline Hahn         | Karin Pekovits          |
| 2011 | Doris Posch             | Claudia Pfisterer       | Karin Pekovits          |
| 2012 | Christiane Soeder       | Martina Ritter          | Jacqueline Hahn         |
| 2013 | Martina Ritter          | Adelheid Schütz         | Andrea Graus            |
| 2014 | Martina Ritter          | Jacqueline Hahn         | Barbara Mayer           |
| 2015 | Martina Ritter          | Jacqueline Hahn         | Sylvia Gehnböck         |
| 2016 | Martina Ritter          | Anna Kiesenhofer        | Manuela Hartl           |
| 2017 | Martina Ritter          | Astrid Magnet           | Simone Kumhofer         |
| 2018 | Martina Ritter          | Barbara Mayer           | Sylvia Gehnböck         |
| 2019 | Anna Kiesenhofer        | Manuela Hartl           | Sarah Rijkes            |
| 2020 | Anna Kiesenhofer        | Astrid Lamprecht        | Christina Schweinberger |
| 2021 | Anna Kiesenhofer        | Gabriella Erharter      | Christina Schweinberger |
| 2022 | Christina Schweinberger | Anna Kiesenhofer        | Gabriella Erharter      |
| 2023 | Anna Kiesenhofer        | Christina Schweinberger | Anna Kofler             |
| 2024 | Anna Kiesenhofer        | Christina Schweinberger | Anna Kofler             |
| 2025 | Christina Schweinberger | Anna Kiesenhofer        | Carina Schrempf         |